# Bardowiek
Bardowiek è un villaggio abbandonato sull'ex confine interno tedesco nel Meclemburgo-Pomerania Anteriore. Si trova nel distretto di Nordwestmecklenburg a circa due chilometri dal confine della città di Lubecca. La cabina elettrica è l'unico edificio sopravvissuto.

## Storia

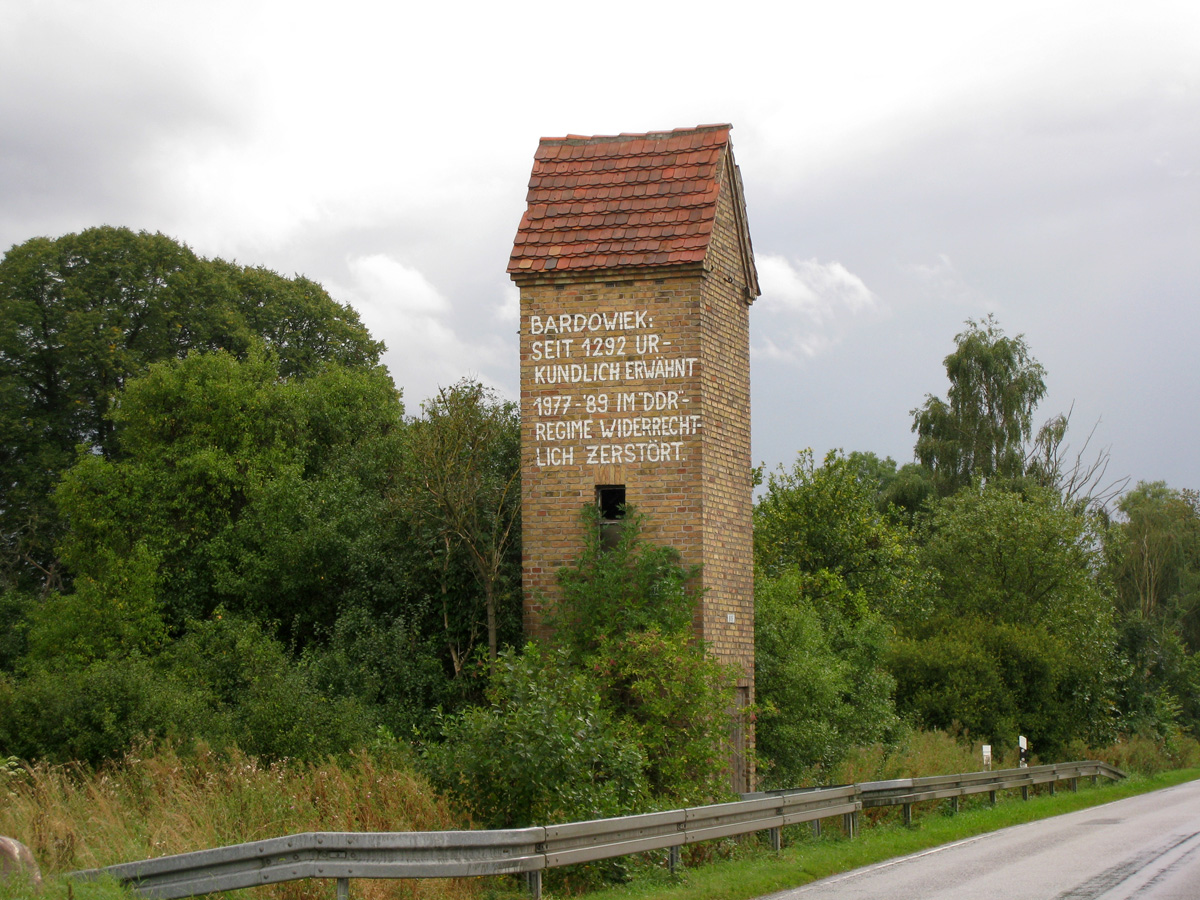
L'unico edificio sopravvissuto del villaggio di Bardowiek. L'iscrizione sulla torre recita: "Bardowiek: menzionato in fonti storiche risalenti al 1292; illegalmente distrutto tra il 1977 ed il 1989 dal regime della DDR."

Il villaggio è menzionato per la prima volta nel registro di Ratzeburg del 1292. Distrutto durante la Guerra dei trent'anni, fu ricostruito nel 1648. Nel 1817 furono costruite due librerie. All'epoca della DDR, Bardowiek contava circa 40 abitanti e si trovava all'interno della fascia di 5 chilometri che definiva la zona di esclusione lungo il confine tra Germania Est e Germania Ovest. Nel 1960, tutte le fattorie furono collettivizzate nella cooperativa di produzione agricola (LPG) di Palingen. Nel 1977 furono demolite le prime fattorie e nel 1989 l'ultimo edificio. Dopo la riunificazione della Germania, gli ex abitanti hanno cercato di ricostruire il villaggio. Tuttavia, le loro aspirazioni sono state sventate da una serie di dispute legali.